# Japán jelnyelv
A japán jelnyelv, rövidítésként ismeretes úgy, mint JSL (Japanese Sign Language) a leggyakrabban használt jelnyelv Japánban.

## Történelme
Az Edo-kor előtti jelnyelvről és hallássérült közösségről keveset tudunk. 1862-ben a Tokugawa sógunátus követeket irányított több Európai siketeknek fenntartott iskolába, de az első siketiskola csak 1878-ban létesült Kiotóban.
1948-tól a hallássérült gyerekeket is kötelezték az iskolába járásra, hogy hivatalos oktatásban részesüljenek.
A 20. század második felétől a siketek számára egy nagyon fontos kulturális változás alakult ki a hallássérültekhez való hozzáállásban Japánban. A sokáig fennálló felfogás, miszerint a „siket” egyszerűen csak „olyan ember, aki nem hall” kiemelt egy testi képességhiányt, mint egy betegség modell részét. Azonban ezt fokozatosan felváltotta egy némileg másféle elmélet, miszerint, a „hallássérült emberek” azok, akik „a japán jelnyelvet használják”. Más szavakkal, a nézetek a testi képességhiány felől inkább egy társadalmi-kulturális másság nézete felé orientálódott.
A Siketek Japán Szövetsége csak lassan tudott sikereket elérni az irányban, hogy növelje a kommunikációs lehetőségeit azoknak, akiknek a japán jelnyelv az elsődleges nyelve. A siketek, mint közösség és a japán jelnyelv helyzetének változtatása csak lassan ment végbe, de voltak kiemelkedő események is. Ezek közül egy szemléletes példa, hogy a japán jelnyelvnek a császári családban is volt támogatója. Akisino Kiko hercegnő tanult jelnyelvet és később japán jelnyelvi tolmács lett. Ő alapította a „Jelnyelv Szónokverseny Középiskolásoknak” nevű eseményt, amit minden augusztusban tartanak és a „Dicséret a Halláskárosodott Gyermeket Nevelő Anyáknak” eseményt, amit minden év decemberében tartanak. 2008-ban részt vett a Siket Nők 38. Országos Konferenciáján. Ezen túl jelen volt még több nem hivatalos hallássérülteknek tartott összejövetelen is.
A hallássérült közösséget támogatva indítványozták a Jelnyelvi Törvény elfogadását, ami 2011-ben lépett érvénybe és a jelnyelvet nyelvként ismerte el.

## A japán jelnyelv tolmácsai
A japán jelnyelv lassú beillesztése a kultúrába jeltolmácsok megjelenésével párosult.
- 1991: megalakult a Jeltolmácsok Japán Egyesülete (JASLI- Japanese Association of Sign Language Interpreters)
- 1997: A Jeltolmácsok Japán Egyesülete által megalakult a „Jeltolmácsok etikai szabályzata
- 2002: A Siketek Japán Szövetsége és a Jelnyelvtolmácsolás Kutató Egyesülete megalapította a Jelnyelv Országos Oktatási Intézményét.

2006-ban a japán kormány kiegészítette a Jelnyelvi Törvényt, amivel arra ösztönzi a helyi önkormányzatokat, hogy növeljék a japán jelnyelv tolmácsainak számát.

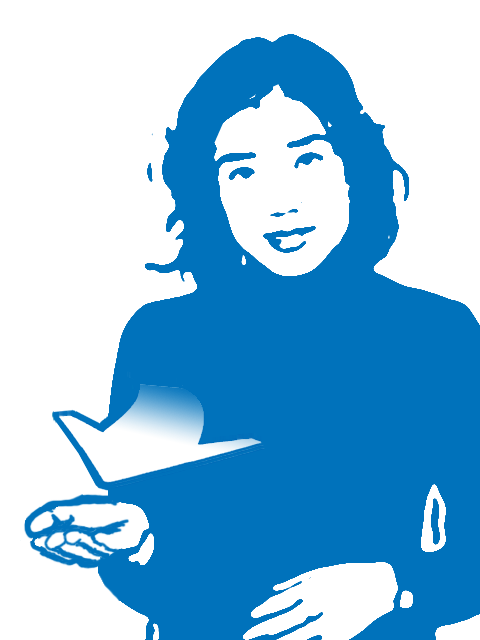
Kérdőmondat jelölése

## A japán jelnyelv részei
Más jelnyelvekhez hasonlóan a japán jelnyelv (röviden csak „Súwa” „jelnyelv”, ami a „kéz” és a „beszélni” írásjeleiből áll) is szavakból vagy jelekből, illetve nyelvtanból áll, amivel ezeket a jeleket összekapcsoljuk.

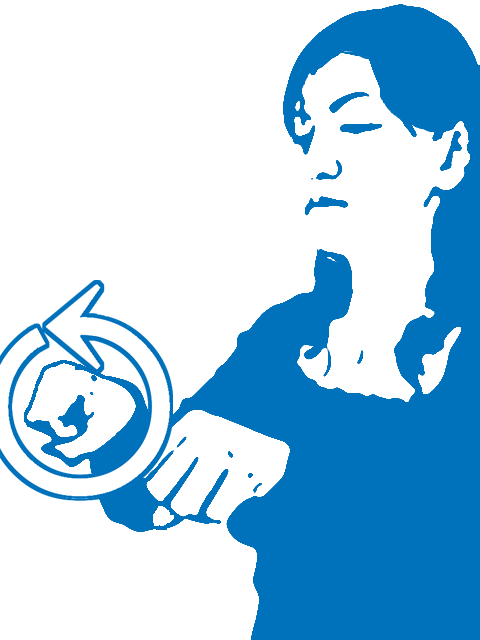
A főnév:bicikli

A jelek főnevek, igék, melléknevek, de jelzik még az igeidőt, a tagadást és a nyelvtani partikulákat is. A jelnyelv azonban nem csak kézi gesztusokból és a kiegészítő arcjátékból áll, hozzájuk tartozik még az artikuláció is, a megfelelő japán szó formázása hangképzés nélkül. Japánul „kówa”. Mindez azért fontos, mert ugyanannak a jelnek egy vagy két, de szemantikailag kapcsolódó jelentése is lehet, mint például, a „Ház” és az „otthon” jele megegyezik, itt az artikuláció jelzi, hogy melyikre gondoltunk. A jelek másik elengedhetetlen része a mimika.
A szavakon és a nyelvtanon túl a japán jelnyelv kiegészül úgynevezett jubimodzsival is, ami a daktil és a fonomimika japán megfelelője. Szó szerinti fordításban „ujj betű”. Ez a betűzés egy formája, ami az Egyesült Államokból jött, a huszadik század elején, de sokkal kevesebbszer használatos, mint az amerikai jelnyelvben. Ez azt jelenti, hogy minden kanának van egy jele, ami sokszor az adott hiragana, vagy katakana alakjáról kapja a jelét. Főképpen idegen szavaknál, vezetékneveknél és rendkívüli szavaknál használatos. A gesztusok (miburi) akkor használatosak amikor a meglévő jelek nem elegendőek egy szituáció pontos lefestésére, érzékeltetésére.

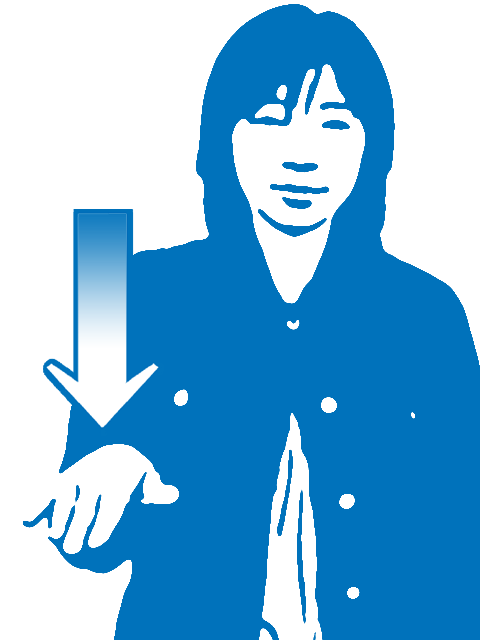
A "lenni" ige

Mivel a japán jelnyelv sokat merített a japán nyelvből, ezért, mint a japán nyelv, ezt is nagyban befolyásolja az írásrendszer. Különös figyelmet szentel az írott nyelvnek, tartalmaz olyan jeleket, amik kifejezetten az adott szó kandzsiját jeleníti meg. A tömörség és az egyértelműség miatt az általános jeleket sokszor lehet kapcsolni egy gyakran használt írásjelhez, helynévhez, vagy vezetéknévhez.

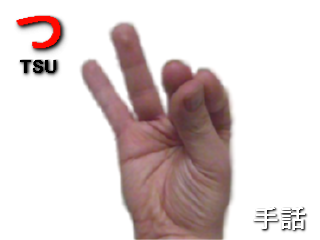
A "cu" szótag az írásjel formájáról kapta jelét.

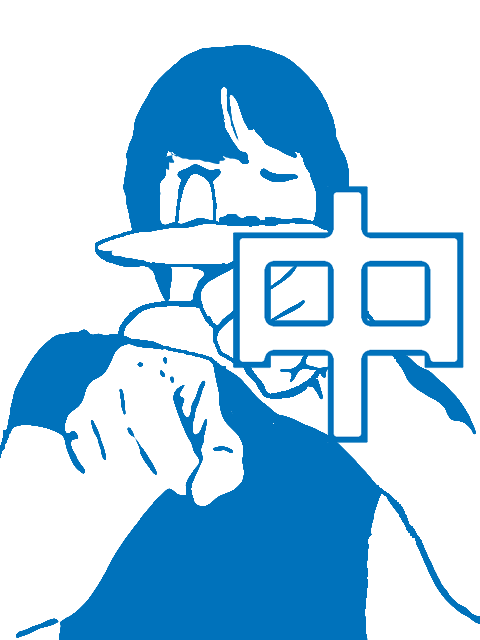
A " középső" jel a kandzsi alakja után kapta a formáját

## Más Japánban használt jelnyelvek
Az országban csak a japán jelnyelv különböző változatait, vagy az azon alapuló jelnyelveket jelelik. Két kategóriát különböztethetünk meg, a nem japán jelelők által használtat (Pidgin Signed Japanese) és az siketiskolában használt jelnyelvet, a jelelt japánt (Signed Japanese), de ezek mind a japán jelnyelv változatainak számítanak. 2002-től a legtöbb japán iskola kihangsúlyozta a hallássérültek szóbeli oktatását. Például a tanítás szájról olvasáson alapul. A japán jelnyelvet még ma sem nem tanítják hivatalosan. Csak egy évtized telt el azóta, hogy az iskolai tilalmat a japán jelnyelv használatára feloldották.
Korea és Tajvan jelnyelvében vannak megegyező jelek, aminek valószínűleg a japán terjeszkedés idejében történt kultúrák közötti keveredés az oka.

## A japán jelnyelv terjesztése a hallók között
A jelnyelv iránti érdeklődés egyre nagyobb, ami a nagy számban kiadott könyveknek köszönhető, amik mind a halló közösséget célozzák meg, a heti TV műsorok, amik japán jelnyelvet tanítanak, illetve az egyre nagyobb létszámban megjelenő esti iskolák, ahol hallók tanulhatnak japán jelnyelvet. Manapság már számos japán dráma van, ami Hosi no Kinka (1995) amiben a jelelés kiemelkedő része a cselekménynek és a jelnyelv dráma már kisebbfajta műfaja a japán televíziózásban. Az elismert Alejandro Gonzales Inárritu által rendezett Bábel című Oscar-díjra jelölt film, szintén tartalmaz japán jelnyelvet. Kikucsi Rinko halló színésznő a Legjobb Női Mellékszereplő díjat kapta a filmben látott jeleléséért.

## Filmek, amikben megjelenik a jelnyelv
- Hicudan Hostess (2010)
- Kimi Ni Sika kikoenai (2007)
- Babel (2006)
- One missed call final (2006)
- Orendzsi Deizu (2004)
- Pincsi rannā (2000)
- Ai rabu yu (1999)
- Love & Pop
- Kimi no te ga szaszajaite iru (1997-2001)
- Hosi no kinka (1995)
- Aisitteiru to itte kure (1995)

## Fordítás
- Ez a szócikk részben vagy egészben  a   Japanese Sign Language című angol Wikipédia-szócikk ezen változatának fordításán alapul.  Az eredeti cikk szerkesztőit annak laptörténete sorolja fel. Ez a jelzés csupán a megfogalmazás eredetét és a szerzői jogokat jelzi, nem szolgál a cikkben szereplő információk forrásmegjelöléseként.